# Cynthia Brimhall
Cynthia Brimhall (* 10. März 1964 in Ogden, Utah) ist eine US-amerikanische ehemalige Schauspielerin, Sängerin und Playmate.

## Leben
Brimhall wurde am 10. März 1964 in Ogden geboren. Sie wuchs in einer mormonischen Familie auf. Nach ihrem High-School-Abschluss zog sie mit einer Freundin nach Los Angeles und beide begannen eine Laufbahn als Model. Bekanntheit erlangte sie im Oktober 1985, als sie im Alter von 21 Jahren „Playmate des Monats“ im Playboy wurde. Ab 1987 mit Hard Ticket to Hawaii folgten mehrere Filmproduktionen unter der Regie von Andy Sidaris, die sogenannten „Bullets, Bombs and Babes“-Filme, in denen sie die Rolle der Nachtclubkünstlerin und Geheimagentin Edy Stark verkörperte. Dank ihrer Kampfkünste und ihres Sexappeals kann sie sich jeweils aus brenzligen Situationen retten. So war sie in dieser Rolle erneut in Hawaii Connection, Heiße Girls – Lizenz zum Killen, Girls, Games and Guns, Heiße Girls eiskalt und Fit to Kill – Kurven, Krallen und Kanonen, in insgesamt sechs Sidaris-Filmproduktionen, zu sehen. Während dieser Zeit steuerte sie einige der Soundtracks der Filme bei. 1993 wirkte sie für einige Zeit  in der Fernsehsendung The Price Is Right, moderiert von Bob Barker, mit. Von August 2000 bis September 2001 spielte sie die Hauptrolle im Stück Skintight im Harrah’s in Las Vegas. 2003 war sie in einer Nebenrolle in Stuey zuletzt als Filmschauspielerin tätig.
Aufgrund ihrer Vergangenheit als Playmate wirkte sie immer wieder in Dokumentationen von und über den Playboy mit. Sie verbindet eine langjährige Freundschaft zur Schauspielerin und Sängerin Apollonia Kotero.

## Filmografie (Auswahl)
- 1987: Hard Ticket to Hawaii
- 1988: Hawaii Connection (Picasso Trigger)
- 1990: Heiße Girls – Lizenz zum Killen (Guns)
- 1991: Girls, Games and Guns (Do or Die)
- 1991: P.S.I. Luv U (Fernsehserie, Episode 1x10)
- 1992: Heiße Girls eiskalt (Hard Hunted)
- 1993: Fit to Kill – Kurven, Krallen und Kanonen (Fit to Kill)
- 1994: Every Breath
- 2003: Stuey

## Theater (Auswahl)
- 2000–2001: Skintight, Harrah’s

## Diskografie (Auswahl)
- 1990: Guns, Soundtrack Heiße Girls – Lizenz zum Killen
- 1990: Sooner or Later, Soundtrack Heiße Girls – Lizenz zum Killen
- 1991: Down on the Bayou, Soundtrack Girls, Games and Guns
- 1992: Another Day In Paradise, Soundtrack Heiße Girls eiskalt
- 1992: Dangerous Lies, Soundtrack Heiße Girls eiskalt
- 1992: Sooner or Later, Soundtrack Heiße Girls eiskalt
- 1993: Make Believe, Soundtrack Fit to Kill – Kurven, Krallen und Kanonen